# 徐箴
徐 箴（じょ しん、中国語: 徐箴; 拼音: Xú Zhēn; ウェード式: Hsü Chen、1899年（清光緒25年） - 1949年（民国38年）1月27日）は、中華民国の政治家・技術官僚。字は士達。盛京将軍管轄区奉天府興京庁の人。

## 事績
清末に自費で日本に留学し、仙台高等工業学校電気工学科で学ぶ。帰国後は瀋陽電車廠廠長（工場長）に就任した。1925年（民国14年）、中国国民党に加入し、奉天市党部指導委員を務めている。張学良が易幟して以降、徐箴は遼寧省政府主任秘書、東省特別区電話局長兼東省特別区党部特派員を歴任した。1931年（民国20年）5月には、国民会議代表も務めている。
満州事変（九・一八事変）勃発後、徐箴は北平市電話局長兼東北党務弁事処委員に任命され、さらに東北民衆救国会を組織した。以後、知行及競存中学を創設したり、週刊誌『九一八』や月刊誌『東北青年』を刊行したり、東北行健学会や中華力行団、東北青年学社のような団体を組織したりするなど抗日活動を積極的に展開している。1937年（民国26年）3月、華南に移り、国民政府から浙江省第6区行政督察専員兼保安司令に任命された。1943年（民国32年）11月、福建省政府教育庁庁長に任命され、1945年（民国34年）5月には国民党第6期中央執行委員に選出されている。
日中戦争終結後の1945年（民国35年）9月、遼寧省政府主席に任命され、翌年3月に正式に着任している。1947年（民国36年）11月、国民政府主席東北行轅政務委員会委員となる。国共内戦で国民党が劣勢となった1949年（民国38年）に、徐箴は上海から台湾に船で向かおうとしたが、1月27日に乗り込んだ船が途中で沈没（太平輪沈没事故）、家族全員とともに死亡した。享年51。

## 注
1. 1 2 3  徐主編（2007）、1200頁。
2. 1 2 3  劉国銘主編（2005）、1956頁。